# Frans de Waal
Fransiscus Bernardus Maria (Frans) de Waal ('s-Hertogenbosch, 29 oktober 1948 – Stone Mountain (Georgia), 14 maart 2024) was een Amerikaans-Nederlandse bioloog. Hij was gespecialiseerd in de ethologie en de primatologie en geldt als een van de meest vooraanstaande primatologen ter wereld. Zijn onderzoek naar het sociale gedrag van primaten was baanbrekend. Hij was lid van de National Academy of Sciences van de Verenigde Staten en de Koninklijke Nederlandse Akademie van Wetenschappen. Hij schreef meerdere boeken over het sociale gedrag van mensapen, zowel in het Nederlands als in het Engels.

## Levensloop
De Waal studeerde biologie in Nijmegen en Groningen en promoveerde in 1977 aan de Universiteit Utrecht.
Van 1975 tot 1981 deed hij onderzoek aan de chimpanseekolonie van Burgers' Zoo in Arnhem. Sinds 1981 deed hij wetenschappelijk onderzoek in de Verenigde Staten. Hij werd in 1996 hoogleraar in de afdeling psychologie aan de Emory-universiteit in Atlanta en daar in 1997 ook directeur van het Living Links Center van het Yerkes National Primate Research Center. In 2013 aanvaardde hij de Eugène Duboisleerstoel aan de Universiteit van Maastricht.
In 2007 werd De Waal door het Amerikaanse tijdschrift Time geschaard onder de 'TIME 100: The People Who Shape Our World', een lijst van de honderd invloedrijkste kunstenaars, wetenschappers, politici, ondernemers en dergelijke van het moment.
De Waal werd in 1993 benoemd tot corresponderend lid van de Koninklijke Nederlandse Akademie van Wetenschappen. Hij is voorts lid van de National Academy of Sciences en de American Academy of Arts and Sciences. In 2009 ontving hij in Nederland de Ariëns Kappers Medal. Op 29 januari 2009 ontving hij een eredoctoraat van de Universiteit voor Humanistiek. Ter gelegenheid van Koninginnedag 2010 is hij onderscheiden met de versierselen van de Orde van de Nederlandse Leeuw. In juli 2013 werd hij benoemd tot universiteitshoogleraar aan de Universiteit Utrecht met als ingangsdatum 1 september 2013, bij de faculteit Bètawetenschappen, Departement Biologie. In 2017 kreeg hij een eredoctoraat van de Radboud Universiteit Nijmegen.
Op 14 maart 2024 overleed De Waal in zijn woonplaats Stone Mountain aan de gevolgen van maagkanker.
In november 2024 besloten de KU Leuven en de UCLouvain aan De Waal postuum een eredoctoraat toe te kennen bij het patroonsfeest van 2025.

## Werk

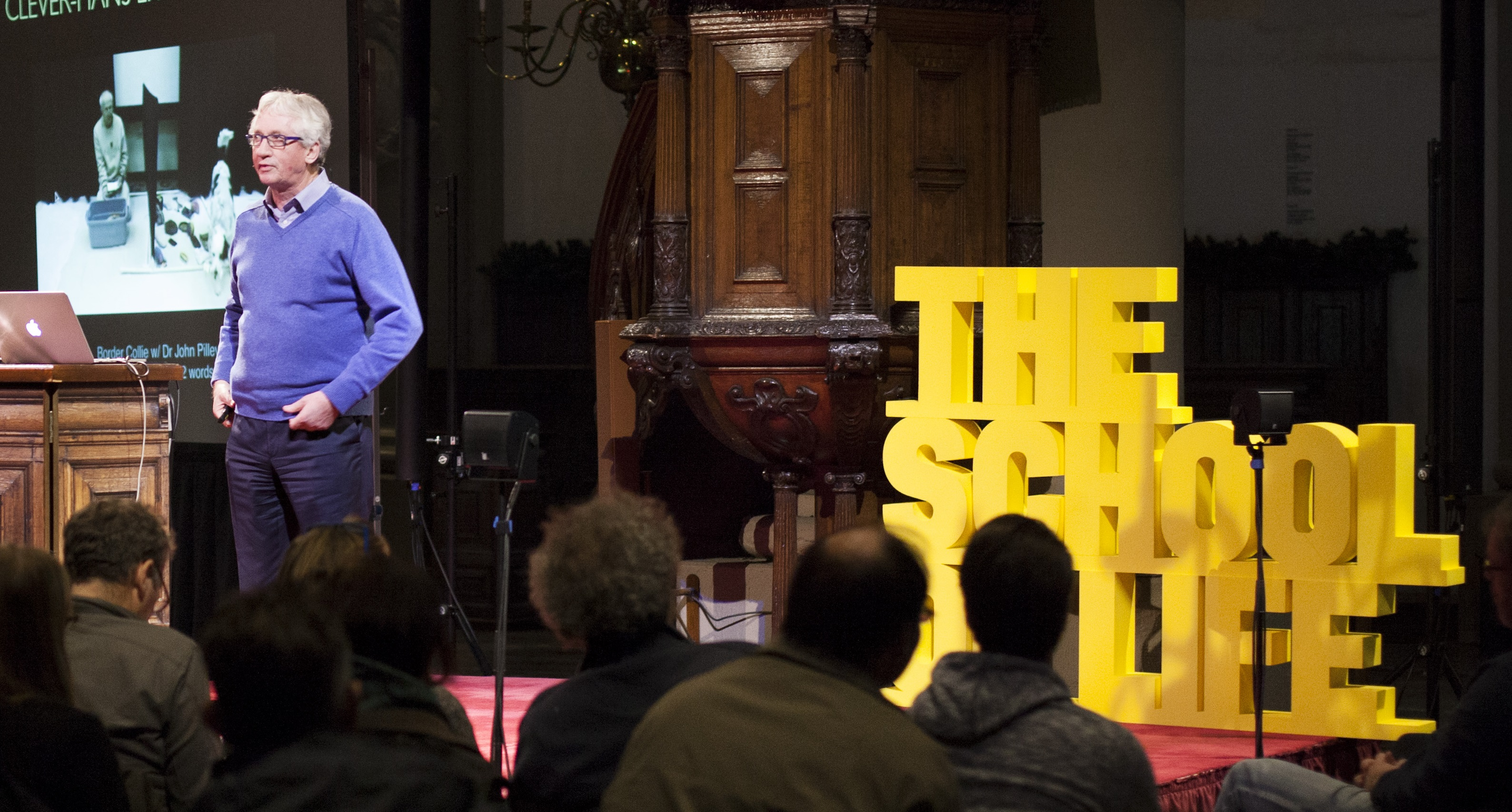
Frans de Waal bij The School of Life

Frans de Waal trok voor het eerst internationaal de aandacht met zijn boek Chimpanseepolitiek (1982), waarin hij het gedrag van deze mensapen als intelligent en emotioneel gedreven weergaf. De interesse in primatencognitie en dierlijke samenwerking is voor een belangrijk deel voortgevloeid uit dit vroege werk van De Waal.
Daarnaast trok De Waal aandacht met onderzoek binnen primatengemeenschappen naar conflictbeheersing, verzoening, empathie en de evolutie van de moraliteit. Zijn nadruk op overeenkomsten tussen menselijke gedragspatronen en die van andere diersoorten heeft hem wereldberoemd gemaakt.
In 2006 publiceerde Frans de Waal samen met twee andere wetenschappers een artikel in het Amerikaanse tijdschrift PNAS, waarin zij aantonen dat olifanten over zelfbewustzijn beschikken. Na het slagen voor de spiegeltest konden de olifanten onder het rijtje mens, mensaap en dolfijn worden geschaard.

## Publicaties
De Waal schreef zijn boeken aanvankelijk in het Nederlands, maar ontwikkelde zich tot een tweetalige auteur. Enkele latere publicaties verschenen in het Engels. Daarvan verschenen tevens Nederlandse vertalingen. Omgekeerd werden later andersom van oorspronkelijk Nederlandstalige boeken van De Waal Engelse vertalingen gepubliceerd.

### Boeken
- 1981 - Sociobiologie ter discussie. Evolutionaire wortels van menselijk gedrag? Bohn, Scheltema & Holkema, Utrecht.
- 1982 - Chimpansee-politiek. Macht en seks bij mensapen, voorwoord Desmond Morris, Becht, Amsterdam.
- 1988 - Verzoening. Vrede stichten onder apen en mensen, vertaling Midas Dekkers, Het spectrum, Utrecht.
- 1998 - Van nature goed. Over de oorsprong van goed en kwaad in mensen en andere dieren. Contact, Amsterdam .(Oorspronkelijke Engelse titel: Good natured - The Origins of Right and Wrong in Humans and Other Animals, 1996)
- 1997 - Bonobo, De vergeten mensaap, met Frans Lanting, Natuur & Techniek, Beek. (Originele Engelse titel: Bonobo. The Forgotten Ape, University of California Press, Berkeley)
- 1999 - Chimpanseepolitiek, macht en seks onder mensapen, Contact, Amsterdam.
- 2001 - De aap en de sushimeester, Culturele bespiegelingen van een primatoloog, vertaling Bart Voorzanger. Contact, Amsterdam.
- 2003 - Mijn familiealbum, vertaling Peter van Huizen. Contact, Amsterdam.
- 2005 - De aap in ons. Waarom we zijn wie we zijn, vertaling Robert Vernooij. Contact, Amsterdam.
- 2009 - De aap en de filosoof. Hoe de moraal is ontstaan, vertaling Nico Groen. Contact, Amsterdam. (Originele Engelse titel:. Primates and philosphers - how morality evolved, Princeton University Press, Princeton NJ)
- 2009 - Een tijd voor empathie. Wat de natuur ons leert over een betere samenleving. Uitgeverij Contact, Amsterdam. ISBN 9789025432119 (Originele Engelse titel: The Age of Empathy: Nature's Lessons for a Kinder Society)
- 2013 - De Bonobo en de tien geboden, vertaling Nico Groen. Uitgeverij Atlas Contact, ISBN 9789025438630. (Originele Engelse titel: The Bonobo and the Atheist)
- 2016 - Zijn we slim genoeg om te weten hoe slim dieren zijn? Vertaling Pieter van der Sterre, Reintje Ghoos. Uitgeverij Atlas Contact, ISBN 9789045028583.  (Originele Engelse titel: Are we smart enough to know how smart animals are?)
- 2019 - Mama's laatste omhelzing: over emoties bij dieren en wat ze ons zeggen over onszelf, vertaling Albert Witteveen. Uitgeverij Atlas Contact, ISBN 9789045034294. (Originele Engelse titel: Mama's Last Hug: Animal Emotions and What They Tell Us about Ourselves).
- 2022 - Anders - Gender door de ogen van een primatoloog, Uitgeverij Atlas Contact, ISBN 9789045041629. (Originele Engelse titel: Different: Gender Through the Eyes of a Primatologist)

### Artikelen
- 2006, Self-recognition in an Asian elephant, PNAS, vol 103, no 45, 17053-1705
- 2006, De olifant is geslaagd!, Elsevier, 62ste jaargang, nummer 44.